# Oppershausen
Oppershausen är en kommun och ort i Unstrut-Hainich-Kreis i förbundslandet Thüringen i Tyskland.
Kommunen ingår i förvaltningsgemenskapen Vogtei tillsammans med kommunerna Kammerforst och Vogtei.